# Pandanus tunicatus
Pandanus tunicatus är en enhjärtbladig växtart som beskrevs av Benjamin Clemens Masterman Stone. Pandanus tunicatus ingår i släktet Pandanus och familjen Pandanaceae. Inga underarter finns listade.